# Lythria ruberrima
Lythria ruberrima är en fjärilsart som beskrevs av Hans-Joachim Hannemann 1917. Lythria ruberrima ingår i släktet Lythria och familjen mätare. Inga underarter finns listade i Catalogue of Life.